# Myrträsket (Lycksele socken, Lappland, 716616-163084)
Myrträsket är en sjö i Lycksele kommun i Lappland och ingår i Umeälvens huvudavrinningsområde.